# 김영성
김영성(1985년 8월 27일 ~ )은 대한민국의 배우이다.

## 학력
- 서울예술대학교 연극과

## 출연작

### 영화
- 《범죄도시 2》 (2022년) - 김기백 역 (첫 천만영화)
- 《유체이탈자》 (2021년) - 독사 역
- 《낙원의 밤》 (2021년) - 북성 수하 1 역
- 《검객》 (2020년) - 검계 부두목 역
- 《하루》 (2017년) - 렉카기사 역
- 《피사체》 (2016년) - 촬영감독 역
- 《탐정 홍길동: 사라진 마을》 (2016년) - 경찰 7 역
- 《타이레놀》 (2015년) - 두호 역
- 《마돈나》 (2015년) - 공장팀장 역
- 《추안치앙난즈》 (2015년)
- 《기억》 (2015년)
- 《붉은태양》 (2015년)
- 《GUN》 (2014년)
- 《싱싱한 우럭》 (2014년)
- 《환장》 (2014년)

### 연극
- 《내일은 다산왕》 - 남편 / 아들 / 넘진 / 묘남 / X맨 외 역
- 《새끼》
- 《햄스터》
- 《휘파람을 부세요》
- 《꽃담》 - 천삼 역
- 《장미빛 인생》
- 《아르헨티나 사람들》
- 《오이디푸스 왕》 - 사자 역
- 《스페이스 치킨 오페라》 - 쭈그렁 소장 역

### 드라마
- 《트레이서》 (2022년, MBC, WAVVE) - 주영무 역
- 《수사반장 1958》 (2024년, MBC) - 이정재 역
- 《열혈사제 2》 (2024년, SBS) - 게코 역
- 《굿보이》 (2025년, JTBC) - 지호철 역

## 수상 목록
- 2024년 제33회 부일영화상 신인남자연기상 (빅슬립)